# لیگ عدالت زک اسنایدر
لیگ عدالت زک اسنایدر (به انگلیسی: Justice League Snyder Cut)، با نام مستعار اسنایدر کات (به انگلیسی: Snyder cut)، یک فیلم آمریکایی در ژانر ابرقهرمانی به کارگردانی زک اسنایدر است که برش کارگردان فیلم لیگ عدالت (۲۰۱۷)، پنجمین فیلم از دنیای توسعه‌یافته دی‌سی، به‌شمار می‌رود. این فیلم دنباله بتمن در برابر سوپرمن: طلوع عدالت می‌باشد و دیدگاه اصلی مدنظر کارگردان اصلی، زک اسنایدر، را منعکس می‌کند. مانند نسخه سینمایی، قهرمانان دنیای دی‌سی شامل بتمن (بن افلک)،  زن شگفت انگیز (گل گدوت)، سایبورگ (ری فیشر)، آکوامن (جیسون موموآ) و فلش (ازرا میلر) با یکدیگر متحد می‌شوند تا با تهدید خطرناک یک فاتح کیهانی به نام استپن ولف (کیران هایندز) و ارتش پارادیمون هایش، که این بار از ارباب خبیث خود دارک‌ساید (ری پورتر) دستور می‌گیرد، مقابله کنند و در این میان سوپرمن احیاشده (هنری کویل) نیز به آنان ملحق می‌شود. 
نسخه سینمایی فیلم، که در سال ٢٠١٧ توسط وارنر برادرز پیکچرز اکران شد، روند تولید دشواری داشت. فیلمنامه، پیش از آغاز ساخت فیلم، بین سال های ٢٠١۶ و ٢٠١٧ دچار تغییرات عظیمی شد. در مه ٢٠١٧ اسنایدر، پس از مرگ دخترش آتمن اسنایدر، در مرحله پس‌تولید پروژه را ترک کرد و جاس ویدون به جای او استخدام شد و به عنوان یک کارگردان بدون اعتبار فیلم را تکمیل کرد. او در عین حال که به دستور برادران وارنر زمان فیلم را تا حد زیادی کاهش داد بر فیلمبرداری های مجدد و تغییرات دیگر، که لحن روشن تر و با طنز بیشتری را به فیلم می‌افزود، نظارت کرد. نسخه اکران شده نظرات متضادی به همراه آورد و در گیشه ناامید کننده ظاهر شد. این نتایج باعث شد تا برادران وارنر در برنامه های آینده خود تجدید نظر کنند و ساخت فیلم های فردی شخصیت ها را در اولویت قرار دهند و کمتر به تحکیم و تداوم جهان مشترک خود توجه کند. گفته شده است که فیلم لیگ عدالت زک اسنایدر بخشی از دنیای سینمایی دی سی (DCEU) نیست و ادامه ای برای آن ساخته نخواهد شد در نتیجه لیگ عدالت جاس ویدون حذف یا ریبوت نشده است. 
بسیاری از هواداران به انتشار برش اسنایدر از این فیلم، که بعدا با عنوان "اسنایدر کات" شناخته شد، ابراز علاقه کردند. اگرچه منابع داخلی اظهار داشتند انتشار آن بعید است اما برادران وارنر تا سال ٢٠٢٠ در این باره سکوت اختیار کرد؛ عاقبت در ماه مه ۲۰۲۰ اسنایدر اعلام کرد که برش او با عنوان لیگ عدالت زک اسنایدر در اچ‌بی‌او مکس منتشر خواهد شد. اسنایدر ۳۰۰ میلیون دلار برای تکمیل جلوه های ویژه، موسیقی متن، ویرایش کردن برش خود، به علاوه فیلمبرداری صحنه های اضافی در ماه اکتبر، دریافت کرد. ابتدا دو گزینه برای نحوه انتشار فیلم برنامه ریزی شده بود، انتشار به صورت مینی سریال چهار قسمتی یا یک فیلم بلند چار ساعتی. سرانجام در ژانویه گزینه اول به نفع گزینه دوم کنار رفت. این فیلم به یاد آتمن اسنایدر تقدیم شده است. 
لیگ عدالت زک اسنایدر در ۱۸ مارس ۲۰۲۱ از شبکهٔ اچ‌بی‌او مکس در ایالات متحده منتشر شد و در آن سال به چهارمین فیلم پرمخاطب روی این پلتفرم تبدیل شد. این فیلم بسیار بهتر از نسخه سینمایی در نظر گرفته شده است و بابت کارگردانی، سبک بصری، موسیقی متن، سکانس های اکشن، عملکرد بهتر بازیگران (به خصوص ری فیشر)، شخصیت‌پردازی های بهبود یافته و لحن عاطفی و کمدی متعادل مورد تحسین قرار گرفت، اما به دلیل زمان طولانی ٢۴٢ دقیقه‌ای مورد انتقاد برخی از منتقدین قرار گرفت.

## خلاصه داستان
دو هزار سال قبل جنگ سالاری اهل آپوکالیپس، به نام دارک‌ساید، با لشکری از پارادیمون ها به زمین حمله می‌کند و تلاش کرد تا آن را با استفاده از از سه وسیله به نام "جعبه های مادر" تسخیر کند. اما در پی اتحاد خدایان المپ، آمازون‌ها، آتلانتیسی ها، انسان ها و یک گرین لنترن (احتمالا یالان گور) او شکست خورد و زمین را ترک کرد اما جعبه های مادر را در زمین به جا گذاشت. آمازون‌ها، آتلانتیسی ها و انسان ها هر کدام یکی از سه جعبه های مادر را برداشتند تا از آنها محافظت کنند. 
در زمان حال، کشته شدن سوپرمن در نبرد با  دومزدی باعث فعال شدن جعبه های مادر شد.  استپن‌ولف، سردار طرد شده دارک‌ساید، از این قضیه آگاه می‌شود و به زمین می‌آید تا جعبه های مادر را جمع آوری و "وحدت" سه جعبه را ایجاد کند. فرآیندی که موجب نابودی زمین و تبدیل شدن آن به یک کپی از آپوکالیپس می‌شود. 
استپن‌ولف از طریق یک پورتال به تمیسکیرا می رسد و با آمازون ها، برای به دست آوردن جعبه مادر آنها، می جنگد. دایانا پرینس از آمازون ها اخطاری دریافت می‌کند، و سپس از حمله دارک‌ساید و استپن‌ولف به زمین آگاه می‌شود. او این مسئله را به بروس وین، که به همراه هم دنبال تشکیل تیمی از فراانسان ها هستند تا از جهان مقابل تهدید ها محافظت کنند، اطلاع می دهد. بروس، که قبلا نتوانسته بود نظر آرتور کری را جلب کند، بری آلن را پیدا کرد، دایانا نیز ویکتور استون سایبورگ را پیدا کرد. بری مشتاقانه به آنها می‌پیوندد، اما ویکتور از همکاری امتناع می‌کند، تا اینکه پدرش سیلاس و دیگر کارمندان استار لبز توسط پارادیمون هایی که به دنبال جعبه مادر انسان ها بودند ربوده می‌شوند. استپن‌ولف نگهبانان آتلانتیسی را، که مراقب دومین جعبه مادر بودند، می رباید و می کشد و از موقعیت جعبه مادر آگاه می‌شود و آن را، هنگامی که هیچکس جز مرا و آرتور برای محافظت از آن باقی نمانده بودند، به چنگ می‌آورد.
تیم اطلاعاتی را از جیمز گوردون، کمیسر پلیس گاتهام سیتی، دریافت می کند که آنها را به سوی ارتش استپن‌ولف در یک تاسیسات متروکه زیرآب هدایت می‌کند. آنها موفق به نجات کارمندان ربوده شده می‌شوند، اما تاسیسات زیر آب می رود و آنها گیر می‌افتند تا اینکه آکوامن به آنها کمک می‌کند تا فرار کنند. ویکتور آخرین جعبه مادر را که پنهان کرده بود، پیدا می کند. او فاش می‌کند که از آن برای بازسازی بدنش پس از یک تصادف رانندگی استفاده شده است و توضیح می‌دهد که جعبه‌ها می‌توانند مواد را به میل کاربران خود مرتب کنند. تیم متوجه می‌شود که می توانند سوپرمن را با استفاده از جعبه مادر احیا کنند و ریسک آگاهی استپن‌ولف از موقعیت این جعبه را به جان خریدند. در همین حال، استپن‌ولف تصویری از معادله ضد حیات، معادله‌ای که می‌تواند ذهن تمام موجودات را کنترل کند، را بر روی زمین می‌بیند و به دارک‌ساید اطلاع می دهد. تیم جسد کلارک کنت را نبش قبر کرده و در مایع آمنیوتیک محفظه پیدایش در یک سفینه کریپتونی قرار می دهند. پس از اینکه بری جعبه مادر را فعال می کند، کلارک، در حالی که حافظه خود را از دست داده، زنده می شود و پس از اینکه دستگاه خودکار بدن ویکتور او را برای دفاع از خود هدف حمله قرار می دهد، به گروه حمله می‌کند. درست زمانی که او می خواهد بتمن را بکشد، لوئیس لین از راه می رسد تا او را آرام کند. آنها به خانه خانوادگی او در اسمالویل می‌روند و او آنجا حافظه خود را دوباره به دست می‌آورد. استپن‌ولف آخرین جعبه مادر را پیدا و تصاحب می‌کند، اما سیلاس در آخرین لحظه خود را قربانی کرد تا جعبه مادر را با حرارت لیزر بسیار داغ کند تا ویکتور بتواند آن را ردیابی کند.
پنج قهرمان، بدون سوپرمن، به شهری متروکه در روسیه، که در آنجا استپن‌ولف مشغول ایجاد وحدت سه جعبه مادر است، سفر می‌کنند. آنها راه خود را از طریق جنگ با پارادیمون ها باز می‌کنند و با استپن ولف درگیر می‌شوند و در همین حال سوپرمن از راه می‌رسد و استپن ولف را زمین گیر می‌کند اما ویکتور در جلوگیری از وحدت سه جعبه مادر شکست می خورد و در نتیجه زمین نابود می‌شود. بری قبل از اینکه موج نابودی به او برسد وارد اسپید فورس می‌شود و زمان را به عقب برمی‌گرداند و به ویکتور شارژ لازم را می‌دهد و او و سوپرمن موفق می‌شوند از وحدت جلوگیری کنند. زن شگفت‌انگیز سر استپن‌ولف را از تن او جدا می کند و جسد او را از طریق یک پورتال باز به دارک‌ساید در آپوکالیپس می فرستد. دارک‌ساید با خود عهد میبنند که به زمین بازگردد و معادله ضد حیات را پیدا کند.
در پایان، بروس، همراه با دایانا و آلفرد، تصمیم می‌گیرند تا یک مقر مرکزی برای تیم در عمارت متروکه وین ایجاد کنند. بروس به کلارک هم کمک می‌کند تا مزرعه کنت را از بانک پس بگیرد. آرتور قبل از سوار شدن برای دیدن پدرش، مدت کوتاهی با ولکو و مرا ملاقات می‌کند. بری نیز به پدرش، که به اتهام اشتباه قتل مادرش در زندان است، اطلاع می‌دهد که شغلی در اداره پلیس سنترال سیتی پیدا کرده است. ویکتور با گوش کردن پیام صوتی پدرش به هدف خود در زندگی پی می‌برد. در هنگامی که دایانا در فکر بازگشت به تمیسکیرا است، کلارک زندگی خود را در متروپلیس از سر می‌گیرد. همین زمان لکس لوتر از تیمارستان آرکهام فرار کرده و با اسلید ویلسون در قایق تفریحی خود ملاقات و هویت مخفی بتمن را برای او فاش می‌کند. در یک صحنه دیگر پیش از تیتراژ، بروس در پنت هاوس خود، پس از یک کابوس مرموز درباره اتفاقات آینده، بیدار می‌شود و با مارشن من‌هانتر، که همان وزیر دفاع کالوین سوانویک است، ملاقات می‌کند، که از او برای تشکیل لیگ عدالت تشکر کرده و قول می‌دهد تا برای مقابله با اقدامات آینده دارک‌ساید با آنها همکاری کند.

## بازیگران
- بن افلک در نقش بروس وین / بتمن:
 یک خیّر ثروتمند، مالک شرکت وین و از بنیانگذاران لیگ عدالت. او در قالب یک نقابدار مجهز به انواع سلاح و تجهیزات برای دفاع از گاتهام به مبارزه با دنیای جنایتکاران شهر می‌رود. اسنایدر بتمن افلک را به عنوان کسی توصیف می‌کند که از کارهایش در بتمن در برابر سوپرمن: طلوع عدالت (۲۰۱۶) پشیمان شده و در لیگ عدالت زک اسنایدر در مسیر رستگاری قرار گرفته است.[۱۱][۱۲]
- هنری کویل در نقش کلارک کنت / سوپرمن: بازمانده‌ای از سیاره کریپتون با قدرت های فوق بشری که در متروپلیس مستقر است و به عنوان یک خبرنگار برای دیلی پلنت کار می‌کند. او بیش از احیا شدن و پیوستن به لیگ عدالت، الهام بخش تاسیس آن بود. در سال ۲۰۱۸ کویل توضیحاتی درباره سوپرمن در نسخه اسنایدر داد و اظهار داشت که قوس شخصیتی او در این فیلم، که با مرد پولادین (۲۰۱۳) آغاز شده بود، به کامل شدن نزدیک تر می‌شود، تا در فیلم های آینده به سوپرمن حقیقی کمیک بوک‌ها تبدیل شود.[۱۲] اسنایدر اظهار داشت او به روایت های سنتی از این شخصیت عشق میورزد، اما او می‌خواهد سوپرمن یک قوس واقعی داشته باشد و به عنوان یک شخصیت رشد کند و صرفا یک «پسر پیشاهنگ تک بعدی» نباشد.[۱۳]
- ایمی آدامز در نقش لوئیس لین:
 گزارشگر دیلی پلنت و معشوقه کلارک کنت.[۱۴]
- گل گدوت در نقش دایانا پرینس / زن شگفت‌انگیز:
 یک شاهزاده نامیرای نیمه خدا و جنگجوی آمازون. او یکی از بنیانگذاران لیگ عدالت است.[۱۴]
- ری فیشر در نقش ویکتور استون / سایبورگ:
 یک ورزشکار سابق کالج که نیمی از بدن او، در پی یک تصادف رانندگی مرگبار، توسط یک جعبه مادر به طور سایبرنتیک بازسازی می‌شود. این اقدام باعث تبدیل شدن او به یک موجود تکنوارگانیک می‌شود که می‌تواند کار های خارق العاده‌ای چون پرواز، استفاده از سلاح های گوناگون و کنترل تمام دستگاه ها و تکنولوژی ها با ذهن خود را انجام دهد. بیشتر صحنه های سایبورگ در نسخه ۲۰۱۷ حذف شد. اسنایدر نقش سایبورگ را در لیگ عدالت زک اسنایدر به عنوان «قلب فیلم» توصیف کرد.[۱۵] فیشر قوس شخصیتی سایبورگ در این فیلم را احساسی و به عنوان تمثیلی از سرگذشت سیاه پوستان در آمریکا توصیف می‌کند.[۱۵] به گفته فیشر تنها صحنه ای که اسنایدر از او فیلمبرداری کرد و در نسخه سینمایی قرار داشت، صحنه ملاقات سایبورگ با لیگ عدالت و کمیسر گوردون در پشت بام اداره پلیس گاتهام سیتی بود.[۱۶]
- جیسون موموآ در نقش آرتور کِری / آکوامن:
 یک آتلانتیسی دو رگه با قدرت های دریایی.[۱۴]
- ازرا میلر در نقش بری آلن / فلش:
 دانشجوی رشته عدالت کیفری در کالج سنترال سیتی. او به امید این است که بتواند پدرش را از اتهام قتل همسرش، مادر بری، تبرئه کند. او می‌تواند با سرعت فوق بشری حرکت و از طریق ورود به اسپیدفورس در زمان سفر کند.[۱۷]
- ویلم دفو در نقش نیودیس ولکو:
 از اهالی آتلانتیس و مربی آرتور.[۱۸][۱۹]
- جسی آیزنبرگ در نقش لکس لوتر:
 دشمن اصلی سوپرمن و مالک سابق لکس‌کورپ. او در پایان فیلم حضور کوتاهی داشت که در ابتدا قرار بود یک مقدمه چینی برای فیلم در حال ساخت بتمن بن افلک باشد، اما در نسخه ۲۰۱۷ این صحنه تغییر پیدا کرد تا برای دنباله لیگ عدالت مقدمه چینی کند.[۲۰]
- جرمی آیرونز در نقش آلفرد پنی‌ورث:
 پیشخدمت بروس وین و پشتیبان تاکتیکی بتمن و لیگ عدالت.[۲۱]
- داین لین در نقش مارتا کنت:
 مادرخوانده کلارک کنت.[۱۴]
- کانی نیلسن در نقش هیپولیتا:
 مادر دایانا و ملکه آمازون ها.[۱۴]
- جی. کی. سیمونز در نقش کمیسر گوردون:
 کمیسر اداره پلیس گاتهام سیتی و متحد نزدیک بتمن.[۲۲]
- کیران هایندز صداپیشه شخصیت استپن‌ولف:
 فرمانده نظامی اهل آپوکالیپس که با ارتش پارادیمون هایش در جستجوی سه جعبه مادر پنهان شده در زمین است.[۲۳] هایندز پیش‌تر او را به عنوان یک فرد «سالخورده، خسته، که هنوز در حال تلاش برای رهایی از بردگی دارک‌ساید است» توصیف کرد.[۲۴] ظاهر استپن‌ولف برای نسخه جدید دچار تغییر شد[۲۵] تا به دیدگاه اصلی اسنایدر نزدیک‌تر شود.[۲۶]
- ژنگ کای در نقش رایان چوی:
 یک دانشمند زیردست سیلاس استون که در استار لبز کار می‌کند.[۲۷] در پایان فیلم، چوی به مسئول نانوتکنولوژی شرکت ارتقا میابد.[۲۸] طبق ایده‌ای که اسنایدر به استودیو ارائه داد، این شخصیت قرار بود در فیلم مستقل خود، که در چین (با بازیگران چینی) روایت می‌شد و در آن چوی قرار بود به اتم تبدیل شود، حضور یابد.[۲۹]
- امبر هرد در نقش مرا:
 یک آتلانتیسی که توسط ملکه آتلانا، مادر آرتور، بزرگ شد.[۱۴] هرد برخلاف حضورش در نسخه سینمایی فیلم آکوامن (۲۰۱۸)، در طول فیلم از لهجه انگلیسی فصیح استفاده کرد.[۳۰]
- جو مورتون در نقش سیلاس استون:
 پدر ویکتور و رئیس دانشمندان استار لبز.[۱۴]
- لیزا لوون کونگسلی در نقش منالیپ:
 فرمانده هیپولیتا و عمه دایانا.
- دیوید تیولیس در نقش آرس:
 پسر پادشاه خدایان کهن المپ، زئوس، و برادر ناتنی دایانا.[۳۱] بدلکاری نقش آرس توسط نیک مک‌کینلس انجام شده است.
- پیتر گینس در نقش دیساد:
 مجری عوامل دارک‌ساید و رابط بین او و استپن‌ولف.[۳۲][۳۳]
- ری پورتر در نقش دارک‌ساید:
 جبّار آپوکالیپس و ارباب/برادرزاده استپن‌ولف.[۳۴][۳۵] لیگ عدالت زک اسنایدر اولین حضور دارک‌ساید در یک لایو اکشن است.[۳۴] نقش او در نسخه سینمایی حذف شد.[۷] پورتر این نقش را با بازیگری ضبط حرکت به تصویر کشیده است.[۲۳] پورتر پیش از انتخاب شدن با شخصیت دارک‌ساید ناآشنا بود اما با راهنمایی های اسنایدر و تریو توانست اطلاعات خود را از طریق کمیک بوک‌ها افرایش دهد.[۳۶]
- هری لنیکس در نقش ژنرال سوانویک / مارشن من‌هانتر:
[۳۷] یک موجود بیگانه از سیاره مریخ با قدرت های تغییر چهره و تله‌پاتی.[۳۸] او از دهه های گذشته به عنوان یک انسان، با نام مستعار کالوین سوانویک، ظاهر می‌شود. او در مناصب قدرت ارتقای مقام میابد و به مقام وزیر دفاع ایالات متحده میرسد. لنیکس نقش خود را از فیلم های قبلی دنیای توسعه‌یافته دی‌سی تکرار می کند. اسنایدر گفت سوانویک از همان زمان مرد پولادین (۲۰۱۳) مارشن من‌هانتر بود و کلارک، لوئیس و بشریت را راهنمایی می‌کرد تا کارهای خوبی انجام دهند و اینگونه، بدون نیاز به دخالت مستقیم، از زمین محافظت میکرد.[۳۹]
- جرد لتو در نقش جوکر:
 یک جنایتکار روانپریش و دشمن اصلی بتمن، او در واقعیت «کابوس شوالیه» یکی از اعضای گروه مقاومت بازماندگان است. لتو پیشتر در جوخه انتحار (۲۰۱۶) این نقش را ایفا کرد.[۴۰] جوکر در فیلم اصلی نقشی نداشت، اما اسنایدر، پس از چراغ سبز استودیو به انتشار نسخه‌اش، تصمیم گرفت از او استفاده کند،[۴۱] زیرا همیشه می‌خواست که جوکر را وارد فیلم های لیگ عدالت کند. ظاهر این شخصیت برای نسخه جدید دوباره طراحی شد.[۴۲]

کارن بریسون النور استون، مادر مرحوم ویکتور استون، را به تصویر می‌کشد و کرسی کلمونس هم نقش آیریس وست، معشوقه بری آلن، را ایفا می‌کند؛ صحنه های هر دو بازیگر از نسخه سینمایی حذف گردید اما در نسخه اسنایدر بازیابی شده است. دیگر بازیگرانی که قبلا در فیلم های دیگر دی‌سی نقش ایفا و در این فیلم دوباره آن را تکرار کردند عبارتند از: الینور ماتسورا در نقش اپیون، سامانتا جو (که در مرد پولادین نقش یک کریپتونی به نام کار-وکس را ایفا می‌کرد) در نقش ائوبیا، آن اوگبومو در نقش فیلیپوس، داوتسن کروس در نقش ونلیا، کارلا گوجینو در نقش صدای سفینه کریپتونی. بازیگرانی که در این فیلم حضور داشتند اما اعتبار کسب نکردند عبارتند از: رابین رایت در نقش  آنتیوپ، بیلی کروداپ در نقش هنری آلن، کوین کاستنر (از طریق صدای ضبط شده آرشیوی و یک عکس ثابت) در نقش جاناتان کنت، جو منگنیلو در نقش  اسلید ویلسون / دث‌استروک و راسل کرو (از طریق صدای ضبط شده آرشیوی) در نقش جور-ال. علاوه بر نیک مک‌کینلس بدلکار، که آرس را به‌صورت فیزیکی به تصویر می‌کشد (چهره‌اش از طریق جلوه های ویژه با چهره دیوید تیولیس جایگزین شد)، سرگی کنستانس و آروره لوزرال نقش خدایان قدیمی دیگر، زئوس و آرتمیس، را به تصویر می‌کشند. جولیان لویس جونز و فرانسیس مگی دو پادشاه باستانی زمین، به ترتیب پادشاه باستانی آتلانتیس و پادشاه باستانی انسانها، را به تصویر می کشند. مایکل مک‌الاتون در نقش رهبر گروهی از تروریست ها، بلک کلاد آلفا، ظاهر می شود که در اوایل فیلم با زن شگفت‌انگیز درگیر می شوند. مارک مک‌کلور، که نقش جیمی اولسن را در مجموعه فیلم های سوپرمن کریستوفر ریو بازی کرد، نقش کوتاهی در نقش جری، افسر پلیسی که با لویس لین دوست است، دارد.
گرین لنترن های یالان گور و کیلووگ و همچنین گرنی گودنس، از نخبگان آپوکالیپسی، با استفاده از جلوه های ویژه رایانه‌ای ظاهر می‌شوند. طراحی گرنس گودنس با الهام از عمه یکی از هنرمندان ویتا دیجیتال به نام جوجو آگویلار انجام شده است. صحنه پایانی فیلم در ابتدا با جان استوارت / گرین لنترن، با بازی وین تی.کار فیلمبرداری شده بود، اما برادران وارنر با انتشار آن مخالفت کردند، زیرا برای این شخصیت برنامه داشتند. اسنایدر ایده های متفاوتی برای صحنه پایانی داشت که در ابتدا شامل شخصیت هایی مانند کیلووگ با جان استوارت، سپس کیلووگ با تامار-ر، و استوارت با مارشن من‌هانتر بود. اولی فیلمبرداری نشد زیرا اسنایدر کیلووگ را به مارشن من‌هانتر تغییر داد، دومی در مراحل پس از تولید نسخه سینمایی ٢٠١٧ کنار گذاشته شد و سومی در اوت ٢٠٢٠ فیلمبرداری شد. از آنجایی که استودیو نمی‌خواست استوارت در صحنه حضور داشته باشد، اسنایدر با استودیو سازش کرد و صحنه را مجدداً در اکتبر ٢٠٢٠ به گونه‌ای فیلمبرداری کرد که فقط شامل صحنه مارشن من‌هانتر باشد. او از سمت افلک نیز دوباره فیلمبرداری کرد، زیرا صحنه هایی که قبلا گرفته شده بود به دلیل چشمک زدن نور های سبز روی افلک غیرقابل استفاده بود. اسنایدر در ابتدا می‌خواست رایان رینولدز، که قبلا نقش هال جردن را در گرین لنترن (٢٠١١) ایفا کرده بود، را به‌عنوان یک «لنترن اضافی... برای پر کردن بیشتر سپاه [گرین لنترن]» وارد کند، اما با او تماسی نگرفت.

## تاریخ

### ساخت لیگ عدالت
زک اسنایدر، پس از اکران مرد پولادین در سال ٢٠١٣، اساس دنیای توسعه‌یافته دی‌سی که بر محوریت پنج فیلم اصلی (شامل مرد پولادین، بتمن در برابر سوپرمن: طلوع عدالت و سه گانه لیگ عدالت) بود را توضیح داد. نظر اصلی اسنایدر این بود که بتمن در برابر سوپرمن تاریک ترین فیلم این مجموعه باشد و فیلم های بعدی لحن روشن‌تری پیدا کنند. اما بتمن در برابر سوپرمن، به دلیل لحن تاریک و طنز کم و روند کند داستانی، با استقبال ضعیفی مواجه شد. بنابراین اسنایدر و برادران وارنر در خصوص لحن فیلم های آینده این مجموعه، مانند جوخه انتحار (که قبلا فیلمبرداری اصلی آن انجام شده بود) و لیگ عدالت (که یک ماه به آغاز فیلمبرداری آن مانده بود)، تجدید نظر کردند. اسنایدر و کریس تریو فیلمنامه لیگ عدالت را بازنویسی کردند تا لحن آن روشن تر شود. به گفته فابیان واگنر فیلمبردار اسنایدر میخواست که از سبک به تصویر کشیده شده فیلم های قبلی این مجموعه تا حد زیادی فاصله بگیرد.

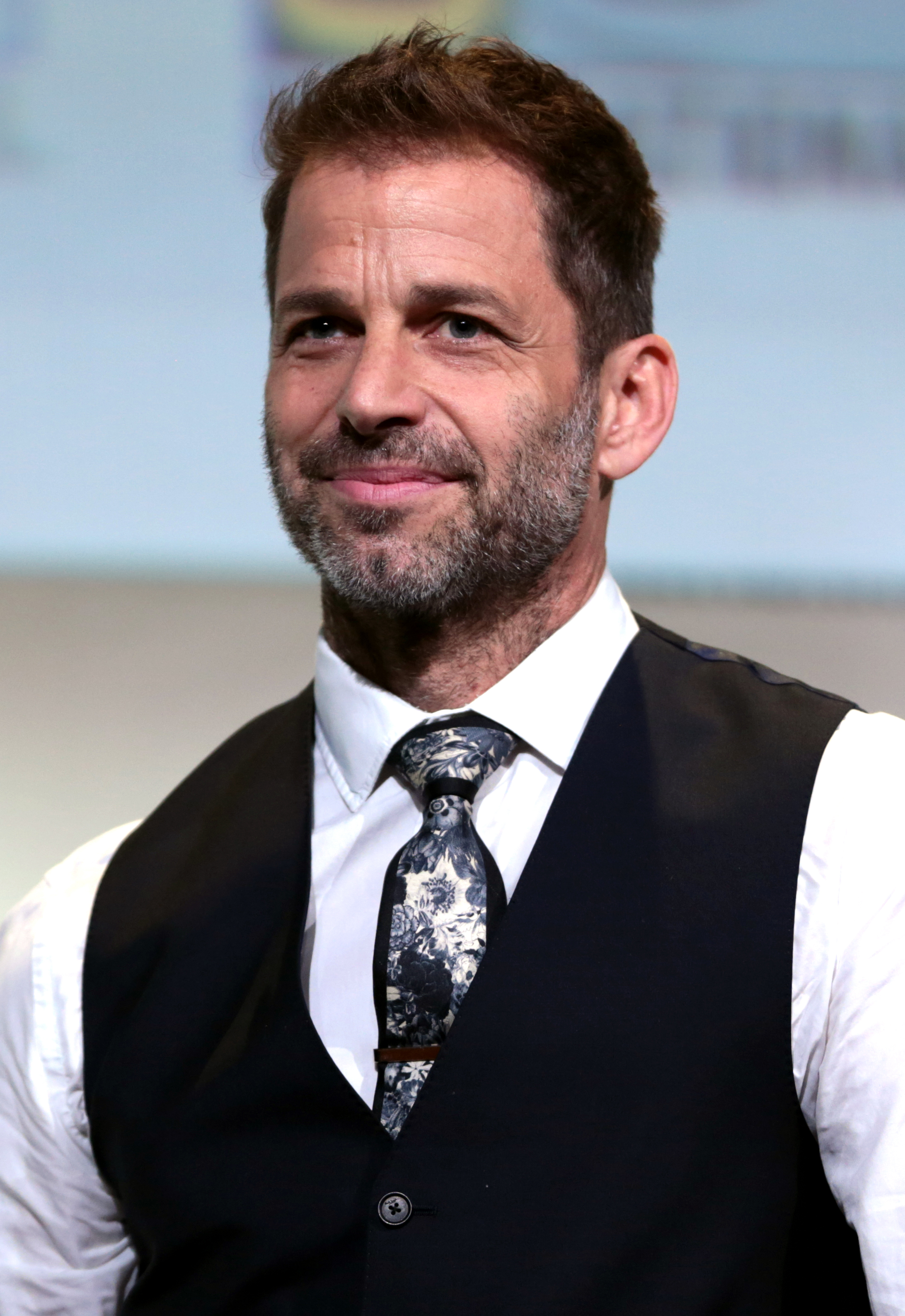
زک اسنایدر، کارگردان لیگ عدالت

فیلمبرداری اصلی لیگ عدالت در آوریل ٢٠١۶ آغاز شد و تا ماه دسامبر ادامه يافت. در ماه بعد چند برش از لیگ عدالت اسنایدر به مدیران اجرایی برادران وارنر، و دوستان و خانواده اسنایدر، نشان داده شد. مدت زمان نهایی فیلم مشخص شد، اما برش‌ها دارای جلوه‌های بصری ناقص و ترکیب صوتی جزئی بودند. اسنایدر گفت که او چندین برش داشت که کامل شده بودند و فقط برای تکمیل به "کمی اصلاح در جلوه های ویژه" نیاز داشت. مارک هیوز، نویسنده فوربز و فیلمنامه نویس، گزارش داد که بیش از نود درصد برش اسنایدر کامل شده است، اما دیلی تلگراف به نقل از یک کارشناس جلوه های بصری تخمین زد که برادران وارنر برای تکمیل فیلم باید سی تا چهل میلیون دلار دیگر خرج کنند. مدیران اجرایی برادران وارنر، که برش اسنایدر را دیده بودند، احساس کردند که اسنایدر پس از انتقادات به بتمن در برابر سوپرمن تلاش قابل توجهی برای سبک کردن لحن این فیلم انجام داده است. اما برادران وارنر همچنان از نتیجه کار اسنایدر ناراضی بودند و برش اسنایدر را «غیر قابل تماشا» توصیف می‌کردند.

#### جاس ویدون
پس از نارضایتی از نتیجه کار اسنایدر، برادران وارنر جاس ویدون، کارگردان فیلم های انتقام‌جویان و انتقام‌جویان: عصر اولتران در دنیای سینمایی مارول، را برای بازنویسی فیلمنامه و کمک به فیلمبرداری های مجدد استخدام کرد. کوین سوجیهارا، مدیر عامل برادران وارنر، دستور داد که مدت زمان فیلم نباید بیشتر از دوساعت شود. برادران وارنر همچنین تصمیم گرفت تاریخ انتشار را به عقب نیاندازد تا مدیران بتوانند پاداش های سالانه خود را حفظ کنند. علاوه بر این نگرانی هایی از احتمال انحلال استودیو توسط شرکت مادر ای‌تی‌اندتی، پس از ادغام با آن در آینده، وجود داشت. انتظار می رفت اسنایدر با ویدون همکاری کرده و صحنه هایی که او نوشته بود را فیلمبرداری کند و با هم خواسته های برادران وارنر را برآورده کنند. اما در مارس ٢٠١٧ دختر اسنایدر، آتمن اسنایدر، درگذشت. اگرچه اسنایدر در ابتدا مخالفتی در خصوص بازنویسی فیلمنامه توسط ویدون نداشت، اما وقتی استودیو به ویدون حق دخالت بیشتر داد او خواست مقاومت محکمتری از خودش نشان دهد. اما از آنجایی که او و خانواده اش با مرگ آتمن دست به گریبان بودند، اسنایدر نخواست تا استودیو را به چالش بکشد. اسنایدر به مدت دو ماه به کار روی لیگ عدالت ادامه داد تا حواس خود را پرت کند، اما در ماه مه به طور کامل از سمت خود کناره گیری کرد. پس از او همسرش دبورا اسنایدر، تهیه کننده لیگ عدالت، نیز پروژه را ترک کرد. اسنایدر پس از استعفا، نسخه های خام برش خود، که هنوز مراحل پس از تولید را طی نکرده اما قابل پخش بود، را روی یک هارد دیسک ذخیره کرد. او می‌خواست آن را به عنوان «یادگاری» نگه دارد و آن را به دوستانش نشان دهد و، از آنجایی که فکر نمی‌کرد نسخه او روزی منتشر ‌شود، "بخش هایی" از آن در یک مستند گنجانده شود. رولینگ استون گزارش داد که اسنایدر در سال ٢٠١٧ یک ویرایشگر را فرستاد تا مطالب مربوط به فیلم خود را روی هارد دیسک ذخیره کند. از او خواسته شد که آنها را، که دارایی استودیو به شمار میرفت، بازگرداند، اما او از انجام این کار خودداری کرد زیرا به گفته او این مطالب برای «استفاده شخصی‌اش» بود و طبق قرارداد متعهد به داشتن آنها می‌باشد. او بعداً ادعا کرد که از او خواسته نشد که آنها را برگرداند. منابع داخلی گفتند که این قضیه به حراست اطلاع داده شد، اما هیچ اقدامی صورت نگرفت، زیرا استودیو انتظار نداشت که اسنایدر یک بار دیگر با یک نسخه جایگزین از فیلم بازگردد.
ویدون کنترل کامل ساخت فیلم را به عهده گرفت، اما اعتبار کارگردانی برای اسنایدر حفظ شد. ویدون نزدیک به ٨٠ صفحه به فیلمنامه اضافه کرد، و واگنر تخمین می زند که در نسخه ویدون تنها از ١٠ درصد صحنه هایی که اسنایدر گرفته است استفاده شد. آهنگساز تام هولکنبورگ، که موسیقی خود را تکمیل کرده بود، با دنی الفمن جایگزین شد.صحنه‌هایی که ویدون برای اکران در سینما نوشت یا دوباره فیلمبرداری کرد، لحن روشن‌تر و طنز بیشتری داشت و سطح خشونت فیلم، که شاخصه بارز کارگردانی تاریک‌تر اسنایدر میباشد، را کاهش داد. برای برآورده شدن خواسته استودیو برای کوتاه شدن مدت زمان، بیش از ٩٠ دقیقه از فیلم حذف شد، اما محصول نهایی همچنان به طرح اصلی داستان پایبند بود. در حالی که برش ابتدایی با استقبال ضعیف مخاطبان آزمایشی مواجه شد، نمایش اولیه برش ویدون به اندازه زن شگفت‌انگیز (٢٠١٧) امتیاز کسب کرد، بنابراین برادران وارنر تصمیم گرفت با همان پیش برود.

#### اکران لیگ عدالت
لیگ عدالت در ١٧ نوامبر ٢٠١٧ در سینماها اکران شد. منتقدین آن را «یک فیلم فرانکشتاینی»، که مشخصا حاصل کار دو کارگردان متفاوت با دیدگاه های متفاوت است، توصیف کردند. دبورا اسنایدر و کریستوفر نولان بعد تماشای نسخه سینمایی به اسنایدر توصیه کردند آن را نبیند زیرا «قلبش را خواهد شکست». لیگ عدالت در مقابل بودجه ٣٠٠ میلیون دلاری خود فقط ۶۵٧.٩ میلیون دلار فروخت و نتوانست نقطه سربه‌سر ٧۵٠ میلیون دلار را رد کند. ددلاین هالیوود گزارش داد استودیو با فیلم لیگ عدالت بیش از ۶٠ میلیون ضرر کرده است. یکی از تهیه‌کنندگان ناشناس اجرایی اصلی استودیوهای برادران وارنر در فوریه ٢٠٢١ اظهار داشت که «وقتی واقعا فیلم نهایی جاس ویدون را دیدیم، متوجه شدیم که چه‌قدر گیج‌کننده و احمقانه است. سکانس مرتبط با آن دزد روی پشت بام؟ مسخره و بسیار ناخوشایند بود. نقش آن خانواده‌ی روسی در داستان؟ به‌شدت بی‌هدف و بی‌فایده. همه‌ی این‌ها را ویدون در فیلم گذاشت و همه در استودیو می‌دانستند فیلم چه‌قدر افتضاح به نظر می‌رسد. فضا شدیدا آزاردهنده شده بود. زیرا هیچ‌کس نمی‌خواست اعتراف کند که فیلم تبدیل به چه کثافت پستی شده است». به دلیل عملکرد ضعیف لیگ عدالت، برادران وارنر تصمیم گرفت از دیدگاه اسنایدر برای یک دنیای مشترک متشکل از فیلم های مرتبط دور شود و به جای آن بر روی فیلم‌های مستقل و مجموعه‌های انفرادی تمرکز کند.

#### جنبش #ReleaseTheSnyderCut
بلافاصله پس از اکران لیگ عدالت، که بعداً نام مستعار "«جاس»تیس لیگ" (به انگلیسی: Josstice League) را به خود اختصاص داد، طرفداران یک طومار اینترنتی برای انتشار "اسنایدر کات" ایجاد کردند که بیش از ١٨٠ هزار امضا به دست آورد. این جنبش، که از هشتگ #ReleaseTheSnyderCut در رسانه‌های اجتماعی استفاده می‌کرد، زمانی شروع شد که طرفداران نمی‌دانستند واقعا برش اسنایدر از لیگ عدالت وجود دارد. این جنبش با نقدهای تفرقه‌انگیر نسخه سینمایی شعله‌ور شد. طرفداران می‌دانستند اسنایدر سمت کارگردانی را ترک و امور کارگردانی به دست ویدون سپرده شده بود؛ بنابراین، آنها بر این گمان شدند که به دلیل دخالت های ویدون فیلم ضعیف شده است. این شرایط با شرایط سوپرمن ۲ (١٩٨٠) مقایسه شد. در این فیلم کارگردان اصلی، ریچارد دانر، با کارگردان دیگری جایگزین شد که تغییرات عظیمی در فیلم به وجود آورد. ریچارد دانر بعدها توانست نسخه خود را با عنوان سوپرمن ۲: ریچارد دانر کات کامل و آن را در سال ٢٠٠۶ منتشر کند. برخی تصور می‌کردند که انتشار برش جدیدی از لیگ عدالت اجتناب‌ناپذیر است، زیرا برخی از فیلم‌های اسنایدر در نسخه های طولانی تری برای رسانه‌های خانگی (مانند نگهبانان (٢٠٠٩) و بتمن در برابر سوپرمن) منتشر شده بودند. نسخه هایی که برخی از منتقدین آنها را برتر از نسخه سینمایی‌شان می‌دانند.
تیم بازیگران و دست اندرکاران لیگ عدالت هم از انتشار اسنایدر کات حمایت کردند، مانند بن افلک، گل گدوت، جیسون موموآ، کیران هایندز، ری فیشر و کلی انوس عکاس؛ جی اولیوا طراح استوری‌برد؛ واگنر فیلمبردار؛ و ریچارد سترون، بدلکار بن افلک،. دبورا اسنایدر گفت که کریستوفر نولان و اما توماس، تهیه‌کنندگان اجرایی، آنها را تشویق کردند تا اسنایدر کات را تکمیل و منتشر کنند. در دومین سالگرد انتشار نسخه سینمایی، بازیگران و عوامل فیلم از طریق رسانه های اجتماعی حمایت خود را از انتشار نسخه اسنایدر اعلام کردند. افراد مشهور صنعت فیلمسازی و کمیک بوک نیز از انتشار «اسنایدر کات» حمایت کردند، مانند فیلم‌سازان کوین اسمیت و آلن تیلور، تهیه‌کننده استیون اس. ده‌نایت و نویسندگان کتاب های کمیک راب لایفلد، رابرت کرکمن و جری اردوی. اعضای جنبش #ReleaseTheSnyderCut برای گسترش آن اقدام به فعالیت های گوناگونی کردند. در ژوئن ٢٠١٨، طرفداران به دنبال ادغام بین شرکت ای‌تی‌اند‌تی و وارنر، با مدیران ای‌تی‌اند‌تی تماس گرفتند؛ در ژوئن ٢٠١٩، آن‌ها با آن سارنوف، مدیرعامل جدید برادران وارنر که پس از استعفای سوجیهارا جایگزین او شده بود، تماس گرفتند. آنها یک ماه بعد یک کمپین نامه نگاری گسترده آغاز کردند؛ و در ژوئیه ٢٠١٩، پس از اعلام سرویس استریم جدید اچ‌بی‌او مکس، با شرکت مادر برادران وارنر، وارنرمدیا، تماس گرفتند. قبل از کامیک کان سن دیگو ٢٠١٩، یکی از طرفداران کمپین سرمایه گذاری جمعی‌ایی را راه اندازی کرد که نیمی از بودجه آن را صرف یک کمپین تبلیغاتی نمود (از جمله بیلبوردها و بنرهای هوایی تبلیغاتی که اسنایدر کات را تبلیغ می کند) و نیمی دیگر را به بنیاد آمریکایی برای پیشگیری از خودکشی (ای‌اف‌اس‌پی) اهدا کرد. در کمپین مشابهی در کامیک کان نیویورک ۲۰۱۹، این جنبش فضای تبلیغاتی‌ایی بر روی دو بیلبورد بر فراز میدان تایمز خریداری کرد که شامل نقل قول‌هایی از بازیگران و عوامل فیلم بود. در دسامبر ٢٠١٩، این جنبش یک آگهی تبلیغاتی هوایی دیگر را اجاره کرد که این بار از استودیو برادران وارنر عبور می‌کرد و مستقیماً از سارنوف میخواست تا اسنایدر کات منتشر شود. در ژانویه ٢٠٢٠، جنبش چهار دقیقه فضای تبلیغاتی برای حمایت از انتشار فیلم بر روی یک بنر دیجیتالی، که در طول جام حذفی فوتبال انگلستان در اطراف فضای داخلی ورزشگاه ریورساید قرار داشت، خریداری کرد. تلاش های آنها مورد ستایش اسنایدر و ای‌اف‌اس‌پی قرار گرفت. پس از مرگ دختر اسنایدر و خروج او از لیگ عدالت، طرفداران جنبش #ReleaseTheSnyderCut کمپین هایی را برای جمع آوری پول برای پیشگیری از خودکشی آغاز کردند. آنها تا فوریه ٢٠٢١ بیش از ۵٠٠ هزار دلار برای ای‌اف‌اس‌پی جمع آوری کردند. رابرت گبیا، مدیر عامل ای‌اف‌اس‌پی، کمک های مالی هواداران را تحسین کرد و یک بیانیه منتشر کرد: "جنبش #ReleasetheSnyderCut یک جامعه حمایتی واقعی ایجاد کرده است و پیام‌های امیدبخش آنها به دیگران کمک می‌کند بدانند که تنها نیستند."

#### احیاء شدن
در مارس ٢٠١٩، پس از ماه‌ها گمانه‌زنی، اسنایدر تأیید کرد که برش اصلی او وجود داشته است و اعلام کرد که انتشار آن به تصمیم برادران وارنر بستگی دارد. در ماه نوامبر، یکی از منابع داخلی ادعا کرد که برادران وارنر بعید است نسخه اسنایدر را به هر شکلی منتشر کند و چنین امیدهایی را "خیال واهی" نامید. اما ماه بعد، اسنایدر عکسی را در حساب کاربری خود در ویرو منتشر کرد که در آن جعبه‌هایی با نوارنوشته های "Z.S. J.L. Director's cut" به چشم می‌خورد، با توضیحات: «آیا واقعی است؟ آیا وجود دارد؟ معلومه که وجود دارد.» رابرت گرینبلات، رئیس وقت وارنرمدیا و مسئول اچ‌بی‌او مکس، اظهار داشت که بحث‌ها حول محور انتشار لیگ عدالت اسنایدر در اواخر سال ٢٠١٩ آغاز شد و تا چند ماه به طول انجامید. استودیو ابتدا به سراغ اسنایدر رفت تا برش ناتمام او را منتشر کند، اما اسنایدر با این کار مخالفت کرد و اصرار داشت که آن را یا تمام می‌کند یا اصلا منتشر نمی‌کند، این باعث شد چند ماه طول بکشد تا وارنر تصمیم بگیرد که آن را کامل کند. به گفته اسنایدر، پس از آن که توبی امریک جنبش #ReleaseTheSnyderCut را مورد تایید قرار داد و با اسنایدر تماس گرفت، وارنرمدیا تصمیم گرفت در فوریه ٢٠٢٠ با اسنایدر کات پیش برود.
اسنایدرها مدیران برادران وارنر، اچ‌بی‌او مکس و دی سی را به خانه خود دعوت کردند تا اسنایدر کات را مشاهده کنند. اسنایدر همچنین ایده هایی را ارائه داد که یکی از آنها شامل انتشار قسمت در قسمت برش او بود. مدیران تحت تأثیر نسخه اسنایدر قرار گرفتند و تصمیم گرفتند که پروژه را ادامه دهند. اسنایدر برای تکمیل برش خود شروع به جمع آوری مجدد عوامل پس از تولید فیلم کرد. این تلاش موقتا به دلیل همه‌گیری کویید-١٩ خنثی شد. اما اسنایدرها برای ادامه آن تلاش کردند. اسنایدر بین آوریل و می ٢٠٢٠ به بازیگران اصلی درباره انتشار آن اطلاع داد. طبق گفته اسنایدر، فیشر اولین کسی بود که با او تماس گرفت، اما در ابتدا فکر کرد اسنایدر شوخی می کند. در ٢٠ مه ٢٠٢٠، اسنایدر در یک جلسه پرسش و پاسخ، پس از مهمانی تماشای آنلاین مرد پولادین، اعلام کرد که برش او از لیگ عدالت با نام لیگ عدالت زک اسنایدر در سال ٢٠٢١ بر روی اچ‌بی‌او مکس منتشر خواهد شد. گرینبلات گفت که وارنر مدیا سعی کرد پیش از راه اندازی اچ‌بی‌او مکس در ٢٧ مه، اخبار را «در اسرع وقت» منتشر کند. اسنایدر، که هنوز نسخه سینمایی را ندیده بود، برش خود را اینگونه توصیف کرد: «یک چیز کاملاً جدید، و به خصوص در صحبت با کسانی که نسخه سینمایی فیلم را دیده‌اند، این تجربه جدیدی جدا از آن فیلم خواهد بود». اسنایدرها احساس می‌کردند که می‌توانند سرانجام لیگ عدالت را به پایان برسانند و این خیال آنان را راحت کرده بود. در آن زمان مشخص نبود که لیگ عدالت زک اسنایدر به چه فرمتی منتشر خواهد شد. ابتدا نظر بر این بود که یا به عنوان یک فیلم چهار ساعته یا یک مینی سری شش قسمتی منتشر شود. هالیوود ریپورتر نوشت که انتظار می‌رود برای تکمیل جلوه های بصری، موسیقی متن و تدوین آن ٢٠ تا ٣٠ میلیون دلار هزینه شود. با این حال، گرینبلات اشاره کرد که انتشار آن "بسیار گران" تمام خواهد شد و هزینه تکمیل آن بیش از ٣٠ میلیون دلار گزارش شده است. در ژوئن ٢٠٢٠، ساندرا دیویی، رئیس بخش تولید و عملیات تجاری وارنرمدیا، در مصاحبه‌ای اظهار داشت که آنها قصد دارند اسنایدر کات را «اوایل یا اواسط سال ٢٠٢١» منتشر کنند. در ژانویه ٢٠٢١، اسنایدر تأیید کرد که کار بر روی برش‌اش کامل شده است.

#### فیلمبرداری اضافی
در حالی که گزارش‌های اولیه نشان می‌داد که هیچ صحنه جدیدی فیلم‌برداری نمی‌شود، در سپتامبر ٢٠٢٠ مشخص شد که اسنایدر در حال آماده شدن برای فیلم‌برداری صحنه های اضافی است. افلک و فیشر برای فیلمبرداری حضور یافتند. بودجه به دلیل فیلمبرداری اضافی به ٧٠ میلیون دلار افزایش یافت. فیلمبرداری در ۶ اکتبر آغاز شد. در اواخر همان ماه، امبر هرد، جرد لتو و جو منگنیلو به تیم بازیگران پیوستند تا نقش‌های خود را (به ترتیب مرا، جوکر و دث‌استروک) تکرار کنند. اسنایدر همچنین در حالی که میلر مشغول فیلمبرداری جانوران شگفت‌انگیز: اسرار دامبلدور در لندن بود، صحنه دیگری را با او از طریق زوم فیلمبرداری کرد. اسنایدر تخمین زد که فقط چهار تا پنج دقیقه فیلمبرداری شده است.

### واکنش ها

#### جنبش #ReleaseTheSnyderCut
برخی از تحلیلگران در مورد احتمال انتشار یک نسخه جدید خوشبین نبودند. شاون رابینز، تحلیلگر ارشد باکس آفیس پرو، اشاره کرد که اندازه این جنبش برای تأثیرگذاری بسیار کوچک است، و اظهار داشت: «به نظر نمی‌رسد انتشار نسخه جدید لیگ عدالت چیزی باشد که افرادی جز طرفداران سرسخت، که با فریاید خواهان آن هستند، ببینید». عوامل برادران وارنر نیز انتشار اسنایدر کات را بعید خواندند. ماریو اف. روبلز، نویسنده، بر اساس ارتباطات صنعتی خود، گفت که برادران وارنر به دیدگاه اسنایدر اعتماد ندارد و حاضر نیست میلیون‌ها دلار برای پایان کارش خرج کند. در طول جنبش، برش اسنایدر از سوی رسانه ها با عناوین «افسانه‌ای» و «اسطوره‌ای» توصیف می‌شد. اعضای جنبش همچنین از سوی روزنامه‌نگاران مختلف، به‌خاطر آزار، تهدید و آزار و اذیت سایبری کسانی که نظرات مخالف خود را در مورد اسنایدر کات ابراز می‌کردند، «سمی» خطاب شده‌اند. یوهانا دستا از ونیتی فر به طور گسترده‌ای عمل طرفدارانی را که خواستار یک برش جایگزین شده بودند را به‌عنوان «الگویی مدرن از تقاضای مخاطبان که به‌طور فعال طرفداران را سمی‌تر می‌کند» توصیف کرد و آن را با آزار و اذیت بازیگر زن جنگ ستارگان: آخرین جدای (۲۰۱۷)، کلی مری ترن، در سال ۲۰۱۷ مقایسه کرد. در سپتامبر ۲۰۱۸، دایان نلسون، رئیس سابق دی‌سی اینترتیمنت، حساب توییتر خود را، به دلیل آزار و اذیت آنلاین زیاد از سوی اعضای جنبش، حذف کرد. اپراتورهای تلفن برادران وارنر، که غرق در تماس‌های منظم در مورد "اسنایدر کات" بودند، به گونه‌ای آموزش دیدند که با این تماس ها با عنوان مزاحم تلفنی برخورد کنند. یکی از طرفداران موفق شد برای بدلکار لیگ عدالت، ریچارد سترون، پیامکی ارسال کند تا از او در مورد اسنایدر کات سوال بپرسد، و سترون به آن پاسخ داد. با این حال، این طرفدار یک اسکرین شات با یک نسخه دست‌کاری شده از پیام‌ها را در اینترنت منتشر کرد و ادعا نمود که سترون تایید کرده است که اسنایدر کات، قبل از تایید رسمی، وجود داشته است. براندون کاتز از نیویورک آبزرور گفت که این جنبش هم از طرفداران سمی دی‌سی تشکیل شده است، که هر مخالفی را مورد آزار و اذیت شدید قرار می دهند، و هم از تماشاگران سینما، که واقعاً از سبک اسنایدر لذت می برند و فقط امیدوارند که پایان سه گانه او، که در سال ۲۰۱۳ با مرد پولادین آغاز شد، را ببینند. در این جنبش، مانند هر گروه دیگری، هم افراط گرایان و هم افراد سطح بالا وجود دارد. در ژوئیه ۲۰۲۲، رولینگ استون گزارش داد که وارنر مدیا از طریق تحقیقات داخلی خود کشف کرده است که «حداقل ۱۳ درصد از حساب‌هایی که در گفتگو درباره اسنایدر کات شرکت کرده‌اند جعلی بودند. بسیار بیشتر از سه تا پنج درصدی که کارشناسان سایبری می‌گویند معمولاً در هر موضوع پرطرفداری وجود دارد. رولینگ استون همچنین با بیش از ۲۰ نفر، که در هر دو نسخه از فیلم درگیر بودند، صحبت کرد، که اکثر آنها معتقد بودند که اسنایدر "برای هدایت کمپین جاری فعالیت می‌کرد".

#### احیای اسنایدر کات
اعلام انتشار لیگ عدالت زک اسنایدر  توسط جنبش #ReleasetheSnyderCut با خوشحالی و ابراز احساسات هواداران در رسانه های اجتماعی همراه شد. برخی طرفداران اسنایدر ویدیو های انهدام کپی های دی‌وی‌دی و بلو-ری های نسخه سینمایی خود را در اینترنت آپلود کردند. بسیاری از عوامل فیلم، از جمله گروه بازیگران، از طرفدارانی که از انتشار نسخه اسنایدر از این فیلم حمایت نمودند تشکر کردند. با این حال، برخی از روزنامه‌نگاران، از این قضیه که وارنر مدیا به طرفدارانی که در این جنبش باعث ایجاد انواع آزار و اذیت و مزاحمت های اینترنتی شده‌اند رضایت می‌دهد، احساس نگرانی کردند و از این هراس داشتند که این اقدام یک رسم منفی ایجاد کند. اسکرین‌رنت نوشت که انتشار لیگ عدالت زک اسنایدر این پیام را رساند که فشار طرفداران می تواند بر تصمیم گیری های استودیوهای فیلمسازی، شبکه ها و سرویس های استریم اثر بگذارد. در واکنش، تونی گونکالوز، مدیر عامل اچ‌بی‌او مکس، چنین ادعاهایی را رد کرد و تأیید کرد که آنها به عنوان یک کسب و کار به تقاضای مصرف کنندگان گوش می‌دهند. پس از انتشار این فیلم، طرفداران در شبکه های اجتماعی از استودیو ابراز قدردانی و تشکر کردند. طرفداران به زودی جنبش جدید #RestoreTheSnyderverse را آغاز کردند که از برادران وارنر می‌خواست تا به اسنایدر اجازه دهد تا سه گانه لیگ عدالت خود، را که برای آن برنامه ریزی کرده بود، تکمیل کند. جنبش دیگری در کنار RestoreTheSnyderverse#، به نام #ReleasetheAyerCut، نیز شروع به کار کرد و طرفداران در این جنبش از وارنر خواستند که برش اصلی جوخه انتحار دیوید آیر را منتشر کند.

### تفاوت ها با نسخه سینمایی
در حالی که چارچوب اصلی داستان هر دو نسخه یکسان است، در این نسخه صحنه های متعددی برای گسترش شخصیت پردازی‌ها، داستان و عناصر جهان سازی گنجانده شده است. در نسخه اسنایدر مقدمه چینی هایی هم برای فیلم های آینده وجود دارد. اسنایدر همچنین تایید کرد در تکمیل نسخه خود از هیچ یک از صحنه های فیلمبرداری شده توسط ویدون استفاده نکرده است. اعتبار تهیه کنندگی جان برگ و جف جانز، مدیران سابق دی‌سی فیلمز که بر ساخت نسخه ویدون نظارت داشتند، در نسخه اسنایدر حذف شد.
اسنایدر اظهار داشت که نسخه او جزء تداوم دنیای توسعه‌یافته دی‌سی نیست و نسخه ویدون نسخه اصلی فیلم باقی می‌ماند. با این حال، جیسون موموآ گفت که آکوامن (٢٠١٨) پس از نسخه اسنایدر اتفاق می‌افتد. پتی جنکینز، کارگردان زن شگفت‌انگیز (٢٠١٧)، گفت که هیچ کارگردانی در دی‌سی لیگ عدالت ویدون را نسخه اصلی نمی‌داند و او با اسنایدر کار می‌کرد تا اطمینان حاصل شود که ارتباط میان فیلم های اسنایدر و فیلم زن شگفت‌انگیز حفظ می‌شود. علی‌رغم این اظهارات، تضادهای آشکاری بین آکوامن و لیگ عدالت زک اسنایدر، در رابطه با گذشته شخصیت  مرا، به چشم می‌خورد.

## موسیقی
تام هولکنبورگ، ملقب به جانکی ایکس‌ال، موسیقی متن فیلم را ساخته است. او پیش‌تر بر روی موسیقی نسخه سینمایی لیگ عدالت هم کار کرده بود، اما با استعفای اسنایدر و آمدن ویدون با دنی الفمن جایگزین شد. وقتی هولکنبورگ در اوایل ٢٠٢٠ برای تکمیل موسیقی متن خود دوباره بازگشت تصمیم گرفت موسیقی قبلی خود را کنار بگذارد و موسیقی کاملا جدیدی ساخت. این موسیقی جدید شامل ۵۴ قطعه موسیقی بود که روی هم رفته سه ساعت و ۵۴ دقیقه مدت زمان داشت. طول این موسیقی رکورد موسیقی ٣ ساعتی بن هور در سال ١٩۵٩ را شکست و به طولانی ترین موسیقی متن تاریخ سینما تبدیل شد. هولکنبورگ موسیقی متن خود را «[گاهی اوقات] کاملا الکترونیک و گاهی اوقات کاملا ارکسترال»، با ترکیب عناصر راک و ترپ، توصیف کرد. آلبوم موسیقی متن در ١٨ مارس ٢٠٢١ (همزمان با انتشار فیلم) توسط واترتاور موزیک منتشر شد.
دو قطعه از موسیقی متن فیلم، "The Crew at Warpower" و "Middle Mass"، به ترتیب در ١٧ فوریه ٢٠٢١ و ١٢ مارس ٢٠٢١ به صورت تک آهنگ منتشر شدند. در موسیقی متن فیلم از چند آهنگ هم استفاده شده است. در ابتدای فیلم بازخوانی آهنگ سنتی ایسلندی "Vísur Vatnsenda-Rósu" توسط یونگ آوس گالسونپخش شده، و در صحنه های بعدی از آهنگ های "Distant Sky" و "There Is a Kingdom" از نیک کیو اند د بد سیدز استفاده می‌شود. هیچ کدام از این آهنگ ها در آلبوم موسیقی متن گنجانده نشده است. در تیتراژ پایانی فیلم، برای ادای احترام به آتمن اسنایدر، ترانه هله‌لویا لئونارد کوهن، با بازخوانی آلیسون کرو، مورد استفاده قرار گرفت.

## بازاریابی
هنگام اعلام انتشار لیگ عدالت زک اسنایدر، اچ‌بی‌او پوستر هایی را منتشر کرد که در آن شش عضو لیگ عدالت به تصویر کشیده شده بود. اگرچه این پوستر ها پیش‌تر برای تبلیغات نسخه سینمایی هم مورد استفاده فرار گرفته بود اما پوستر های منتشر شده توسط اچ‌بی‌او دارای پس زمینه خاکستری بود و به شدت بر نام اسنایدر تاکید داشت. کریس آگار از اسکرین‌رنت این فیلتر را «تضاد فاحشی با پوسترهای رنگارنگ لیگ عدالت، که در زمان اکران در سینما رایج بود» نامید و در ادامه گفت این «قطعاً یک انتخاب عمدی برای جدا کردن دو نسخه فیلم بود».
در ٢٢ آگوست ٢٠٢١، طی رویداد دی‌سی فندوم، نخستین تیزر فیلم منتشر شد. آهنگ پس زمینه این تیزر یک ریمیکس از آهنگ "هله‌لویا" (١٩٨۴) لئونارد کوهن بود. انتشار این تیزر این مورد انتظار ترین بخش دی‌سی فندوم بود و بسیار مورد استقبال مخاطبان و منتقدان قرار گرفت. ریچارد نوبی از هالیوود ریپورتر به "لحظات شخصیتی کوچکتر" در تریلر توجه نشان داد و برای دیدن قوس های شخصیتی فیلم ابراز هیجان زدگی کرد، و همچنین اشاره کرد که این "ادامه واقعی تم و قوس های شخصیتی" است که با فیلم های قبلی اسنایدر در دی‌سی شروع شده بودند. آدام ب. واری از ورایتی عقیده داشت که این تیزر لحن تیره‌تر و تاریک‌تری نسبت به نسخه سینمایی دارد و آن را یک «پیروزی» برای طرفدارانی می‌داند که از انتشار فیلم حمایت می‌کردند. در اوایل نوامبر، تیزر اصلی به دلیل پایان یافتن حق پخش «هله‌لویا» به طور موقت از پلتفرم های اجتماعی اچ‌بی‌او مکس حذف شد. در سومین سالگرد اکران نسخه سینمایی لیگ عدالت (١٧ نوامبر)، نسخه به‌روز شده این تیزر با تصاویر جدید، به صورت سیاه و سفید در حساب ویرو اسنایدر و به صورت رنگی در حساب های رسانه های اجتماعی اچ‌بی‌او مکس، منتشر شد. در ١۴ فوریه ٢٠٢١ اولین تریلر رسمی این فیلم منتشر شد. واری از ورایتی و نیوبی از هالیوود ریپورتر نیز در مورد این تریلر اظهار نظر کردند، واری نوشت که این تریلر «نبردی با ابعاد حماسی بین لیگ عدالت و دارک‌ساید خبیث را به تصویر می‌کشد»، و نیوبی از نحوه به تصویر کشیدن سایبورگ و موسیقی تام هولکنبورگ تمجید کرد و نوشت که فیلم به «وضعیت کنونی ما» ارتباط دارد و در ادامه می‌نویسد: «ما برای مدت طولانی دچار ترس شده ایم و در نتیجه شیطان را به خانه خود راه می دهیم. پس چگونه می‌توانیم آن را اصلاح کنیم؟ چگونه در عین اینکه به اشتباهات و نارسایی های گذشته پاسخ دهیم، در آینده از تحقق بدترین کابوس های خودمان جلوگیری کنیم؟». چارلز هولمز از رینگر به ظاهر لتو در نقش جوکر، به ویژه جمله «ما در یک جامعه زندگی می کنیم» او، در تریلر، توجه ویژه‌ای نشان داد و احساس کرد که تریلر زیبایی شناسی اسنایدر را «دوبرابر» می‌کند، اما در مورد برتری فیلم نسبت به نسخه سینمایی تردید داشت. در ١۴ مارس، آخرین تریلر فیلم منتشر شد، دانیل کرپس از رولینگ استون که نوشت که این تریلر دارای «بسیاری از ویژگی‌هایی است که نسخه اسنایدر از این بلاک‌باستر را در وهله اول اسطوره‌ای کردند».
در ١۶ مارس ٢٠٢١، دی سی سه جلد مختلف از شماره ۵٩ کامیک لیگ عدالت منتشر کرد، نوشته برایان مایکل بندیس، طراحی دیوید مارکز، و رنگ آمیزی تامارا بونویلاین، منتشر کرد که برای این فیلم تبلیغ می‌کرد. طراحی این جلدهای تبلیغاتی توسط لی برمجو، لیام شارپ و جیم لی انجام شده بود.

## انتشار

### قالب
در حالی که این برش در ابتدا قرار بود به جای یک فیلم، به صورت یک مینی سری چهار قسمتی منتشر شود، اسنایدر در ژانویه ٢٠٢١ در حساب ویرو خود اعلام کرد که این برش به صورت یک فیلم بلند منتشر خواهد شد. وارنر مدیا نیز مدتی بعد در یک اعلامیه مطبوعاتی این را تایید و لیگ عدالت زک اسنایدر را فیلم کامل تمام مدت انحصاری اچ‌بی‌او مکس معرفی کرد. این فیلم به یاد آتمن اسنایدر تقدیم شد.
اسنایدر ابراز علاقه کرد که پس از توقف دنیاگیری کووید-۱۹ این فیلم در سینماهای آی‌مکس نمایش داده شود. نسخه سیاه و سفید فیلم، با عنوان «ویرایش عدالت خاکستری است» در ١٩ ژوئیه به طور انحصاری در سه سینمایی آی‌مکس در نیویورک، لس آنجلس و آستین، تگزاس اکران شد. درآمد حاصل از این اکران برای امور خیریه به بنیاد آمریکایی پیشگیری از خودکشی اهدا شد. در انتشار سینمایی فیلم، اسنایدر یک توضیحات ١٠ دقیقه‌ای، همراه با قطعه موسیقی «The Crew at Warpower»، به فیلم اضافه کرد. فیلم با کیفیت open matte با نسبت تصویر ١.٣٣:١، در کنار نسبت تصویر ١.۴٣:١ آی‌مکس، منتشر شد.

### استریم
لیگ عدالت زک اسنایدر در ١٨ مارس ٢٠٢١ در ایالت متحده منتشر شد، و برای پخش در اچ‌بی‌او مکس با کیفیت های ۴کی، اچ‌دی‌آر، اچ‌دی‌آر١٠، دالبی ویژن و دالبی آتموس در دسترس قرار گرفت. برخلاف نسخه سینمایی که درجه سنی پی‌جی-١٣ داشت، این نسخه به علت «خشونت و برخی کلمات» دارای درجه سنی R است. این فیلم همچنین در سراسر جهان بر روی پلتفرم های مختلفی در دسترس قرار گرفت:بر روی اچ‌بی‌او گو در برخی کشور های آسیایی؛ بینگ در استرالیا؛ کریو در کانادا؛ سرویس های مختلف اچ‌بی‌او در برخی کشور های اروپایی؛ بر روی سرویس های دیجیتالی‌ایی مانند آمازون پرایم ویدئو و آی‌تیونز استور در فرانسه؛ بر روی کینوپویسک‌ اچ‌دی در روسیه و کشورهای مستقل مشترک‌المنافع؛ سرویس های دیجیتالی‌ایی مانند بوک‌مای‌شو و هونگاما پلای و تاتا پلی و آی‌تیونز استور در هند؛ نئون و اسکای گو و اسکای موویز در نیوزیلند؛ و بر روی now و اسکای موویز در انگلستان. هنگامی که اچ‌بی‌او مکس در ٢٩ ژوئن ٢٠٢١ در آمریکای لاتین مستقر گردید، این فیلم بر روی همان پلتفرم در آنجا منتشر شد. اندکی بعد از انتشار فیلم انحصاری اچ‌بی‌او مکس، نسخه ویرایش عدالت خاکستری است از طریق اچ‌بی‌او مکس، و در انگلستان از طریق اسکای موویز، منتشر شد.
ده روز قبل از پخش برنامه ریزی شده فیلم، اچ‌بی‌او مکس به طور تصادفی این فیلم را برای برخی از بینندگانی که قصد تماشای تام و جری (فیلم ٢٠٢١) (٢٠٢١) را داشتند، منتشر کرد. اگرچه زمان پخش فیلم به ١٠١ دقیقه تام و جری محدود شد و بینندگان به سرعت توانستند از این باگ عبور کنند. بعد از بیش از دو ساعت، این مشکل رفع شد.

### نمایش خانگی
فیلم در ٢۴ مارس ٢٠٢١، به صورت ۴کی اولترا اچ‌دی و بلو-ری و دی‌وی‌دی، در انگلستان منتشر شد. به صورت اولترا اچ‌دی بلو-ری و بلو-ری در هنگ کنگ، استرالیا، آلمان و ایتالیا، به ترتیب در ٢۵ مه و ٢۶ مه و ٢٧ مه ٢٠٢١، منتشر شد. انتشار نسخه نفیس استیل‌بوک فیلم برای انگلستان توسط اچ‌ام‌وی اعلام و پیش‌سفارش آن از ٢٢ ماری آغاز شد. طبق گفته برادران وارنر انگلستان، پیش‌سفارش نسخه نمایش خانگی در ٢٠ دقیقه اول انتشار به فروش رسید. در ٧ سپتامبر به صورت بلو-ری، دی‌وی‌دی و ۴کی در ایالات متحده، و یک هفته بعد در همان پلتفرم ها در کانادا، منتشر شد. فیلم در ١٩ ژوئیه ٢٠٢٢ به صورت دیجیتالی در ایالت متحده منتشر شد.

## بازخوردها

### آمار بینندگان
پس از افتتاحیه آخر هفته سامبا تی‌وی، رسانه جمع آوری آمار بینندگان تلویزیون، گزارش داد که ١.٨ میلیون (فقط از طریق تلویزیون های هوشمند) خانوار آمریکایی حداقل پنج دقیقه اول فیلم را بین ١٩ تا ٢١ مارس تماشا کرده‌اند. مجموع بینندگان این فیلم در سه روز اول کمتر از مجموع بینندگان سه روز اول فیلم دیگر دی‌سی، زن شگفت‌انگیز ١٩٨۴ (٢.٢ میلیون)، بود. سامبا تی‌وی همچنین گزارش داد که فقط یک سوم خانوار ها فیلم را یکبار به طور کامل تماشا کردند. در طول اولین هفته انتشار، این فیلم توسط ٢.٢ میلیون خانواده آمریکایی تماشا شد، که از این بین ٧٩٢ هزار نفر (٣۶ درصد) فیلم را یکبار به طور کامل تماشا کردند. در همان بازه زمانی، دانلود برنامه اچ‌بی‌او مکس ۶۴ درصد افزایش یافت و ٨.٩ درصد بیشتر از میانگین هفته باز شد. بعدها، تلویزیون سامبا گزارش داد که این فیلم در ١٧ روز اول توسط ٣.٢ میلیون خانوار و پس از ٣٩ روز توسط ٣.٧ میلیون خانوار آمریکایی تماشا شده است.
در کانادا، این فیلم با ١.١ میلیون بیننده تبدیل به پرمخاطب ترین محتوا در تاریخ کریو شد. همچنین ظاهراً منجر به افزایش ١٢ درصدی مشترکان این سرویس شد. در استرالیا، لیگ عدالت زک اسنایدر به بزرگترین افتتاحیه در تاریخ برینگ تبدیل شد. در بریتانیا، که در آنجا فیلم از طریق اسکای موویز پخش شد، ٩۵۴ هزار خانوار فیلم را دیده و ۴۵٨ هزار نفر (۴٨ درصد) آن را به طور کامل تماشا کردند. در هند، جایی که در آنجا فیلم از طریق بوک‌مای‌شو منتشر شد، حدود صد هزار خانوار فیلم را در آخر اولین هفته انتشار فیلم تماشا کردند. این فیلم در ادامه به پرفروش ترین فیلم سال ٢٠٢١ آن پلتفرم تبدیل شد. در اسپانیا، این فیلم سومین فیلم اکرانی پربازدید سال ٢٠٢١ در اچ‌بی‌او مکس اسپانا شد. این فیلم همچنین چهارمین فیلم پربیننده سال ٢٠٢١ و پربازدیدترین فیلم در اچ‌بی‌او مکس نوردیک شد. فیلم در آلمان، در اولین هفته کامل اکران خود در نتفلیکس رتبه اول پربیننده‌ترین را کسب کرد و هفت هفته در رتبه بندی هفتگی ١٠ فیلم برتر ماند.
در سال ٢٠٢١، وارنر مدیا اعلام کرد که این فیلم "یک موفقیت" برای اچ‌بی‌او مکس بود. پریا دوگرا، رئیس شبکه‌های سرگرمی وارنر مدیا برای اروپا، خاورمیانه، آفریقا و آسیا-اقیانوسیه، طی ارائه‌ای برای اچ‌بی‌او مکس اروپا گفت که این فیلم یک "پدیده جهانی" است. طبق آمار ویپ مدیا، که آمار ۱۹ میلیون کاربر خود را در سراسر جهان از طریق برنامه تی‌وی تایم دنبال می‌کند، این فیلم هشتمین فیلم پرمخاطب سال ۲۰۲۱ بود. در ژانویه ٢٠٢٢، شرکت فناوری آکامی گزارش داد که این فیلم دومین فیلم سال ٢٠٢١ بود که بیشترین میزان دانلود غیرقانونی را داشت. ورایتی گزارش داد که این فیلم چهارمین فیلم پرمخاطب سال ٢٠٢١ بوده است.

### فروش نمایش خانگی
این فیلم در هفته اول انتشار خود از نظر فروش در بازار نماش خانگی و بلو-ری در رتبه اول «فهرست پرفروش‌ترین های ان‌پی‌دی» قرار گرفت و پنج برابر بیشتر از احضار: شیطان مرا وادار کرد، که در رتبه دوم قرار داشت، فروش کرد. علاوه بر این، سه گانه متشکل از سه فیلم دنیای توسعه‌یافته دی‌سی به کارگردانی اسنایدر در رتبه چهاردهم جدول پرفروش‌ترین های بلو-ری قرار گرفت. براساس آمار نامبرز، فیلم ١٠٧،۴٨٩ دیسک بلو-ری و ٣٣،٨٢٠ عدد دی‌وی‌دی در هفته اول انتشار خود فروخت و مجموعا ۴.١ میلیون دلار در هفته اول بدست آورد.
در هفته دوم، فیلم از نظر میزان فروش بلو-ری و نمایش خانگی در رتبه دوم قرار گرفت و سپس جای خود را به بیوه سیاه، که چهار برابر بیشتر فروش کرده بود، داد. طبق آمار نامبرز فیلم در هفته دوم ٧١،۶٨٢ دیسک فروخت و ٢ میلیون دلار بدست آورد. به گزارش ان‌پی‌تی، فیلم در پایان ماه سپتامبر از نظر فروش کلی دیسک در رتبه سوم قرار گرفت. سپس در هفته نهم از نظر فروش کلی دیسک به رتبه بیست و نهم و از نظر فروش بلو-ری به رتبه بیست و چهارم سقوط کرد. در هفته بعد فیلم توانست، با تخفیف های ارائه شده پیش از جمعه سیاه، بار دیگر به فهرست پرفروش ترین ها بازگشته و رتبه دوم را بدست آورد و از نظر فروش دیسک بلو-ری به رتبه اول برسد. طبق گزارش نامبرز، این فیلم در این هفته ۵١،٠٢٧ واحد دیسک بلو-ری فروخت و ١.۴ میلیون دلار بدست آورد.
فیلم در انگلستان، به مدت پنج هفته در رتبه اول «جدول فهرست رسمی ویدئوهای پرفروش» قرار گرفت. همچنین عنوان دومین عنوان پرفروش بلو-ری سال ٢٠٢١ در کشور را بدست آورد و نزدیک به ٢۶ هزار دیسک در آن سال فروخت.

### بازخورد انتقادی
فیلم در وبگاه جمع آوری نقد راتن تومیتوز ٧١ درصد نقد مثبت از ٣٠۵ نقد بدست آورد و رتبه آن ۶.٧ از ١٠ شد. طبق جمع بندی انتقادی این سایت «لیگ عدالت زک اسنایدر، با برش گسترده‌ای که دیدگاه کارگردانش را بسط می‌دهد، به عنوان آن [دیدگاه کارگردان] عمل می‌کند - و باید طرفدارانی که آن را می‌خواستند را راضی کند.» فیلم از سوی سایت متاکریتیک، براساس ۴٠ نقد، نمره ۵۴ از ۱۰۰ را دریافت کرد و بازخورد های متضاد یا متوسطی به آن دادند. با این حال امتیازات این فیلم در هر دو سایت بالاتر از نمراتی است که نسخه سینمایی ٢٠١٧ (به ترتیب ۴٠ و ۴۵) دریافت کرده بود.
به گزارش هالیوود ریپورتر، منتقدان کارگردانی و شخصیت پردازی اسنایدر را ستودند، اما از طول فیلم انتقاد کردند. ورایتی تاکید کرد که اکثر منتقدان احساس می‌کردند که این فیلم نسبت به نسخه ٢٠١٧ برتری دارد، و هالیوود ریپورتر و درپ نیز این نظر را تایید کردند. اما توتال فیلم گزارش داد که واکنش‌های انتقادی به این فیلم متفاوت بود، و منتقدان در مورد برتری یا عدم برتری آن نسبت به نسخه سینمایی «تردید» داشتند. راب هارویلا از رینگر احساس کرد که این فیلم "فیلمی از زک اسنایدر است که "منتقدان از آن لذت بردند" یا حداقل "با اکراه از آن استقبال کردند". او همچنین اظهار داشت که هم طرفداران و هم منتقدان به دلیل ماهیت وجودی فیلم به آن احترام می‌گذارند.
رابی کالی از روزنامه دیلی تلگراف به فیلم پنج ستاره کامل اهدا کرد و از موسیقی هولکنبورگ، سکانس‌های اکشن و شخصیت‌پردازی، که به نظر او نسبت به نسخه اصلی بهبود یافته تر بود، تمجید کرد. او همچنین کلیت دیدگاه خلاقانه اسنایدر را برای دنیای توسعه‌یافته دی‌سی، که به نظر او منحصر به فرد بود، تحسین کرد. جنا اندرسون از ComicBook.com به این فیلم امتیاز ۴٫۵ از ۵ را داده است، و از بهبود شخصیت پردازی، بازی ها و تکنیک های فیلمسازی اسنایدر تمجید کرد، و در عین حال معتقد بود که اسنایدر این فیلم را به خاطر عشق به دخترش و هوادارانش ساخته است، و در ادامه فیلم را به عنوان "داستان خوب اجرا شده و سرگرم کننده ایی درباره قدرت ارتباطات انسانی و تاثیر گذاری، داستانی که هم بی زمان و هم به موقع به نظر می‌رسد" توصیف کرد. اوون گلیبرمن از ورایتی کارگردانی اسنایدر و منحصر به فرد بودن فیلم را ستود و احساس کرد که فیلم «احساس باشکوهی از شر تاریخی کیهانی را تراوش می کند». او در ادامه آن را با سه گانه ارباب حلقه‌های پیتر جکسون (۲۰۰۱-۲۰۰۳) مقایسه کرد، و جلوه های بصری و شخصیت پردازی آن را تحسین کرد. گلیبرمن و پیتر دبروژ بعداً فیلم را به عنوان هشتمین فیلم برتر سال ۲۰۲۱ ورایتی قرار دادند. مت زولر سیتز از RogerEbert.com به آن امتیاز ۳٫۵ از ۴ داد، و گفت فیلم برتر از نسخه سینمایی است و دیدگاه اسنایدر را ستایش کرد و آن را یک "دیدگاه ابتکاری گستاخانه" نامید و احساس کرد که اگرچه بسیاری از صحنه ها باعث طولانی شدن مدت زمان فیلم شدند اما نقش مهمی در بهبود شخصیت پردازی و ساخت فضاسازی فیلم داشتند. مایک لاساله از سان فرانسیسکو کرونیکل نقد مثبتی به این فیلم داد و نوشت که افزایش مدت زمان فیلم باعث بهبود شخصیت‌ پردازی شد و تاکید کرد که فیلم از نسخه سینمایی بهتر است و در عین حال کار اسنایدر روی فیلم را برجسته کرد. او در پایان اظهار داشت: «شاید فیلم فوق‌العاده‌ای نباشد، اما دیوانگی، غریبی و وسواس یک اثر هنری واقعی را دارد». تام یورگنسن از آی‌جی‌ان به فیلم امتیاز ۸ از ۱۰ داد و آن را "تأیید کننده" دیدگاه اسنایدر نامید، و معتقد بود که مدت زمان به فیلم اجازه می دهد تا داستان و شخصیت های خود را بیشتر کاوش کند. او با تمرکز بر روی کاراکترها، که از نظر او برتر از نسخه سینمایی بود، نوشت: «تقریباً هر شخصیت در لیگ عدالت زک اسنایدر، از بالا به پایین، سفری واضح‌تر و ابعاد بیشتری دارد».  بیلگه ابیری از Vulture در یک بررسی انتقادی تر احساس کرد که فیلم "حاوی بهترین و بدترین های زک اسنایدر" است. او اظهار داشت که این فیلم شخصی اسنایدر است و سبک های بسیاری از او را در خود دارد. او معتقد بود قوس شخصیت سایبورگ اساسی، و دارای احساسات گسترده است، و احساس کرد که این "بهترین بخش فیلم" است و کار اسنایدر روی فیلم را تحسین کرد. با این حال، او از اکشن فیلم، که به نظر او بیش از حد به جلوه های بصری، صحنه‌های اسلوموشن و داستان وابسته بود، انتقاد کرد و آن را «بخش کمتر جالب» فیلم نامید. اریک کوهن از ایندی‌وایر به فیلم نمره C داد و آن را «به‌طور غیرقابل انکاری نمایانگر دیدگاه منحصربه‌فرد» اسنایدر داسنت. او مدت زمان فیلم را مورد انتقاد قرار داد. به عقیده او فیلم آنچه را که به نظر او طرحی ساده انگارانه بود طولانی تر کرده است. او با تشریح انتقاداتش از داستان، احساس می‌کرد که داستان‌های فرعی «خنده‌دار» هستند و به‌طور منفی نحوه جهان‌سازی فیلم را با دنیای سینمایی مارول مقایسه می‌کند. اما از فیلم‌برداری و شخصیت‌پردازی سایبورگ تمجید کردد.
جان دیفور از هالیوود ریپورتر به این فیلم نمره منفی داد. اگرچه او اذعان داشت که داستان، لحن و جلوه‌های بصری نسبت به نسخه‌ی سینمایی بهتر است و در کلیت نسبت به آن برتری دارد، اما به شدت از مدت زمان فیلم انتقاد کرد. ریچارد برودی از نیویورکر نمره منفی به فیلم داد و مدت زمان و صحنه هایی که احساس می کرد «به حداقل اطلاعاتی کاهش یافته و جایی برای فکر و احساس باقی نمی‌گذارد» را مورد انتقاد قرار داد. علاوه بر این، او از جلوه‌های بصری انتقاد کرد و شخصیت‌پردازی را «بی‌اهمیت‌سازی، دست‌کاری، و تغییر شکل احساسات صادقانه و جدی‌ایی دانست که زیربنای قهرمانان آن قرار می‌گیرد و برانگیخته می‌شود» توصیف کرد. در حالی که ریچارد ترنهولم از سی‌نت عملکرد بازیگران را تحسین کرد، اما احساس میکرد که فیلم متورم است و از مدت زمان انتقاد کرد و معتقد بود که صحنه های زیادی وجود دارد که "هر تدوینگر مسئول بدون لحظه‌ای تردید آنها را اصلاح می‌کند" و لحن، که او را جدی می‌دانست. سیدانت آدلاخا از نیویورک آبزرور ۱٫۵ ستاره از ۵ ستاره به فیلم داد و گفت: «لیگ عدالت زک اسنایدر ممکن است صحنه‌های تغییر یافته‌ای از همتای خرد شده‌اش داشته باشد، اما بعید است که برای مخاطبان عمومی متفاوت باشد - جدای از اینکه بیشتر شبیه به یک اهنگ است. صرف وجود آن تضمین می‌کند که کسی در جایی راضی می‌شود، اما پیشرفت‌های فیلم به سختی به اندازه‌ای است که آنچه را که اکنون کاملاً ظاهراً از ابتدا یک تلاش ناقص بود، برطرف کند.» مارک کرمود، منتقد فیلم بی‌بی‌سی، فیلم را تاريک و طولانی توصیف کرد، و برش کارگردان را «به طور یکنواخت خسته‌کننده» می‌دانست که برخلاف نسخه قبلی که که شکسته و از هم گسسته بود، خسته‌کننده بود». هانا استرانگ از لیتل وایت لایز به فیلم امتیاز ۲ از ۵ داد و به این نتیجه رسید که «لیگ عدالت [اسنایدر] طولانی و بیچاره است و چیزی نشان نمی‌دهد جر اینکه هواداران پتانسیل زیادی برای تأثیرگذاری بر تصمیم گیری خلاقانه سطح بالا دارند.»

### جوایز
این فیلم در فوریه ۲۰۲۲، این فیلم در بخش «جوایز مردمی» نود و چهارمین مراسم اسکار نامزد و از طریق رای گیری های توییتری به عنوان یکی از پنج نامزد نهایی جوایز جدید اسکار انتخاب شد. در نهایت صحنه "فلش وارد نیروی سرعت می شود" در این بخش مقام اول را کسب کرد.
| جایزه                            | تاریخ             | رشته                                   | دریافت کننده(ها)                                     | نتیجه    | منابع   |
| -------------------------------- | ----------------- | -------------------------------------- | ---------------------------------------------------- | -------- | ------- |
| جوایز ای‌ایی‌ای‌اف                  | ۲۱ آگوست، ۲۰۲۱    | فیلم بلند - جلوه های بصری              | شایستگی ویژه برای ویتا دیجیتال                       | برنده    | [ ۲۵۹ ] |
| جوایز کلیو                       | ۱۹ دسامبر، ۲۰۲۱   | جایزه نقره‌ای کلیو اینترتیمنت ٢٠٢١      | مادر باکس اوریجینز، yU+co                            | برنده    | [ ۲۶۰ ] |
| جوایز کانسپت آرت                 | ۱۹ دسامبر، ۲۰۲۱   | بهترین کاراکتر لایو اکشن               | بتمن لباس تاکتیکی – جراد مارانتز                     | برنده    | [ ۲۶۱ ] |
| جایزه برتر گزینش منتقدان         | ۱۷ مارس، ۲۰۲۲     | بهترین فیلم ابرقهرمانی                 | لیگ عدالت زک اسنایدر                                 | نامزدشده | [ ۲۶۲ ] |
| جایزه برتر گزینش منتقدان         | ۱۷ مارس، ۲۰۲۲     | بهترین بازیگر زن در یک فیلم ابرقهرمانی | گل گدوت                                              | نامزدشده | [ ۲۶۲ ] |
| جوایز دراگون                     | ۲-۶ سپتامبر، ۲۰۲۱ | بهترین فیلم فانتزی یا علمی تخیلی       | لیگ عدالت زک اسنایدر (با عنوان لیگ عدالت)            | نامزدشده | [ ۲۶۳ ] |
| جوایز تریلر طلایی                | ٢٢ ژوئیه، ٢٠٢١    | بهتربن پوستر اکشن                      | لیگ عدالت زک اسنایدر کی‌آرت، اچ‌بی‌او مکس، گراویلیس     | نامزدشده | [ ۲۶۴ ] |
| جوایز تریلر طلایی                | ٢٢ ژوئیه، ٢٠٢١    | بهترین وایلدپوست                       | لیگ عدالت زک اسنایدر کرکتر آرت، اچ‌بی‌او مکس، گراویلیس | برنده    | [ ۲۶۴ ] |
| انجمن منتقدان فیلم هاوایی        | ١۴ ژانویه، ٢٠٢١   | بهترین فیلم کمیک بوکی                  | لیگ عدالت زک اسنایدر                                 | نامزدشده | [ ۲۶۵ ] |
| جایزه سینمایی و تلویزیونی ام‌تی‌وی | ١۶ - ١٧ که، ٢٠٢١  | بهترین نبرد                            | "نبرد نهایی با استپن‌ولف" – لیگ عدالت زک اسنایدر      | نامزدشده | [ ۲۶۶ ] |
| انجمن منتقدان فیلم آمریکای شمالی | ۶ فیلم، ٢٠٢٢      | بهترین فیلم استریم شده                 | لیگ عدالت زک اسنایدر                                 | برنده    | [ ۲۶۷ ] |